# Kathy Liebert
Kathy H. Liebert (Nashville, 1 oktober 1967) is een Amerikaans professioneel pokerspeelster. Ze won onder meer het $1.500 Limit Hold 'Em Shootout-toernooi van de World Series of Poker 2004 (goed voor $110.180,-) en de $8.000 Limit Hold'em - Final Results van de Party Poker Million in 2002 (goed voor $1.000.000,-).
Liebert verdiende tot en met juni 2014 meer dan $5.900.000,- in pokertoernooien (cashgames niet meegerekend). Daarmee was ze op dat moment de op een na best verdienende vrouwelijke pokerspeler ooit, na Vanessa Selbst.

## World Series of Poker
Liebert won in mei 2004 haar eerste WSOP-toernooi door in de heads-up van de $1.500 Limit Hold 'Em Shootout te winnen van Kevin Song. Ze was eerder niettemin al dichtbij haar eerste WSOP-titel toen ze tweede werd in het $3.000 No Limit Hold'em-evenement van de WSOP 1997 (waarmee ze $123.690,- won) en opnieuw toen ze wederom tweede werd in het $1.500 Limit Hold'em-toernooi van de WSOP 2003 (goed voor $91.700,-). Liebert kwam bovendien dicht bij een tweede WSOP-titel toen ze tijdens de WSOP 2008 derde werd in het $10.000 World Championship Pot Limit Hold'em. Daarvoor mocht ze $306.064,- bijschrijven.

## Wapenfeiten

### Titels
Behalve een WSOP-titel en de $8.000 Limit Hold'em - Final Results van de Party Poker Million 2002, won Liebert verschillende andere prestigieuze pokertoernooien. Zo werd ze eerste op onder meer: 
- het $1.000 No Limit Hold'em-toernooi van de 2000 L.A. Poker Classic ($36.400,-)
- de Grand Final van Poker Royale: Battle of the Sexes in 2005 ($55.000,-)
- de $500 No Limit Hold'em Caribbean Poker Classic 2005 ($23.600,-)
- het $2.350 No Limit Hold'em-toernooi van de 2007 Vegas Open ($55.619,-)
- het $2.325 No Limit Hold'em-toernooi van de 2009 World Poker Finals ($74.616,-)

### Grote cashes
Daarnaast won Liebert hoge prijzengelden met onder meer haar:
- tweede plaats in het $1.000 Limit Hold'em-toernooi van de 1997 Four Queens Poker Classic ($23.000,-)
- tweede plaats in het $500 Pot-Limit Hold'em-toernooi van Carnivale of Poker II in 1999 ($30.305,-)
- zevende plaats in het $10.000 No Limit Hold'em - Main Event van de  WPT 2002 World Poker Finals ($35.600,-)
- vierde plaats in het $5.000 No Limit Hold'em - Main Event van de 2003 Four Queens Poker Classic ($32.930,-)
- derde plaats in het $500 No Limit Hold'em-toernooi van de 2003 World Poker Finals ($23.355,-)
- achtste plaats in het $10.000 The Doyle Brunson North American No Limit Hold'em Poker Championship van het  WPT 2004 Festa al Lago III Poker Tournament ($48.000,-)
- tweede plaats in de $3.000 No Limit Hold'em Ultimate Poker Challenge 2005 ($20.955,-)
- derde plaats in het $9.700 Championship Event - No Limit Hold'em van de  WPT 2005 Borgata Poker Open ($427.115,-)
- derde plaats in hety $10.000 No Limit Hold'em Championship van het WSOP Circuit 2006 ($113.905,-)
- derde plaats in het $1.850 No Limit Hold'em-toernooi van de 2006 World Poker Finals ($56.285,-)
- vijfde plaats in het $9.700 WPT Championship Event - No Limit Hold'em van de 2006 World Poker Finals ($257.579,-)
- tweede plaats in het $4.800 No Limit Hold'em-toernooi van de Foxwoods Poker Classic 2007 ($103.984,-)
- tweede plaats in het $.2.000 No Limit Hold'em-toernooi van de Fifth Annual Five Star World Poker Classic in 2007 ($164.075,-)
- derde plaats in het C$10.000 No Limit Hold'em-toernooi van het  WPT 2008 North American Poker Championship ($282.682,-)
- twaalfde plaats in het $9.700 No Limit Hold'em - Main Event van het PokerStars Caribbean Adventure ($120.000,-)
- tweede plaats in het $9.500 No Limit Hold'em-toernooi van de  WPT 2009 Bay 101 Shooting Stars ($550.000,-)

## WSOP
| Jaar                       | Toernooi                       | Prijs      |
| -------------------------- | ------------------------------ | ---------- |
| World Series of Poker 2004 | $1.500 Limit Hold 'Em Shootout | $110.180,- |